# 上大久保 (さいたま市)
上大久保（かみおおくぼ）は、埼玉県さいたま市桜区の大字。荒川周辺に飛地がある。郵便番号は338-0824。

## 地理
埼玉県さいたま市桜区北部の沖積平野（荒川低地）に位置する。地区の東側を栄和、南側を下大久保、西側を大久保領家、北側を神田や中央区上峰と接する。学校用地も多く、宅地化が進んでいるが、「上大久保1号生産緑地地区」や「上大久保6号生産緑地地区」などの農地も見られる。暗渠化された作田排水路がの北側から西側にかけての境界を流れる。作田排水路の流域は旧入間川の流路跡であった。地内の荒川堤防ではさいたま築堤事業によって、堤防のかさ上げ工事が実施されている。
古墳時代後期の庚申塚古墳や天神塚古墳が、荒川河川区域内の飛地に存在する。

### 地価
住宅地の地価は、2013年（平成25年）7月1日の埼玉県の地価調査によれば、上大久保字丸585番13の地点で135,000円/m2となっている。

## 歴史
もとは江戸期より存在した武蔵国足立郡植田谷領に属する大窪村であった。元禄年間に上大久保村と下大久保村に分村された。村高は『元禄郷帳』では313石余、『天保郷帳』では363石余。助郷は中山道大宮宿に出役していた。化政期の戸数は43軒で、村の規模は東西12町、南北7町であった。
- 発足当初は幕府領で以降変遷無し[6]。新義真言宗浄楽寺（常楽寺とも）には5石の寺領が徳川家康より与えられていた。なお検地は1690年（元禄3年）、新田検地は1732年（享保17年）に実施[8]。
- 幕末時点では足立郡上大久保村であった。明治初年の『旧高旧領取調帳』の記載によると、代官大竹左馬太郎支配所が管轄する幕府領であった。常楽寺の寺領も存在した[9]。
- 1868年（慶応4年）6月19日 - 武蔵知県事・山田政則（忍藩士）の管轄となる[10]。
- 1869年（明治2年） 
  - 1月13日 - 武蔵知県事・宮原忠英の管轄区域に大宮県を設置、同県の管轄となる。県庁は東京府馬喰町に置かれる。
  - 9月29日 - 県庁が浦和に置かれ浦和県に改称。
- 1871年（明治4年）11月13日 - 第1次府県統合により埼玉県の管轄となる。
- 1879年（明治12年）3月17日 - 郡区町村編制法により成立した北足立郡に属す。郡役所は浦和宿に設置。
- 1889年（明治22年）4月1日 - 町村制施行に伴い、北足立郡上大久保村は北足立郡下大久保村・五関村・植田谷領領家村・植田谷領在家村・宿村・塚本村・白鍬村・神田村・植田谷本村新田の一部と合併し、大久保村になり[11][12]、大久保村の大字上大久保となる[6]。
- 1955年（昭和30年）1月1日 - 大久保村が土合村とともに浦和市へ編入され[11][13]、浦和市の大字となる。
- 1971年（昭和46年）6月1日 - 「秋ヶ瀬公園」が開園する。
- 1972年（昭和47年） - 埼玉県立常盤女子高等学校（現、埼玉県立常盤高等学校）が浦和市常盤から現在地に移転する。
- 1972年（昭和47年）3月25日 - 埼玉県公害センター（埼玉県環境科学国際センターの前身）が大宮市吉敷町より移転する。同時に大宮市吉敷町の埼玉県衛生研究所が公害センターに同居する。埼玉県公害センター

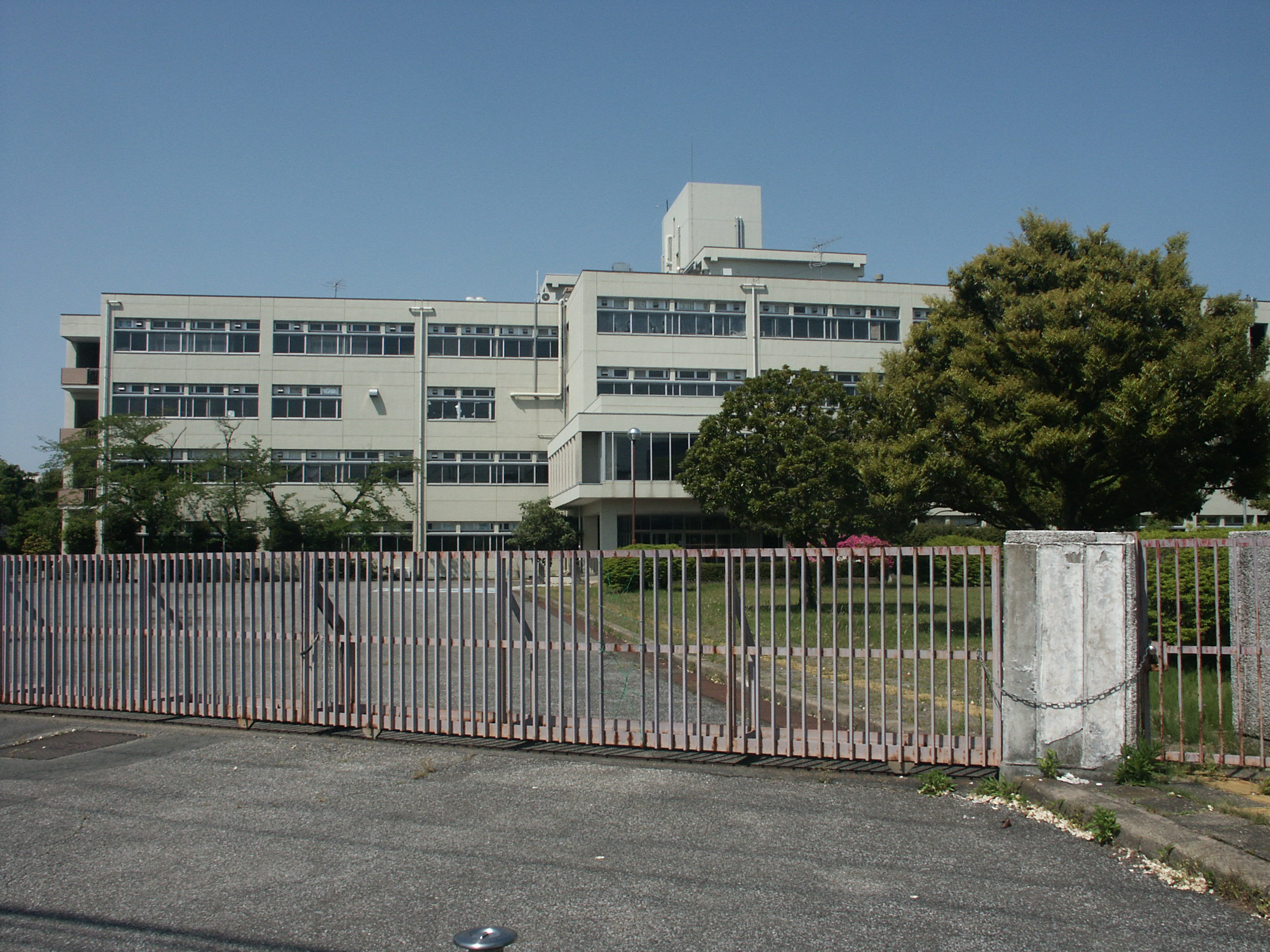
埼玉県公害センター

- 1975年（昭和50年） - 地内に埼玉県立衛生短期大学が開学する。
- 1980年（昭和55年）4月1日 - 地内に浦和市立上大久保中学校（現、さいたま市立上大久保中学校）が開校する。
- 1987年（昭和62年） - 「千貫樋水郷公園」が整備される[14]。
- 1999年（平成11年） - 埼玉県立衛生短期大学が埼玉県立大学短期大学部と校名変更され、越谷市三野宮に移転する。
- 2000年（平成12年） - 旧埼玉県立衛生短期大学の構内の一部が改修され、埼玉県浦和大久保合同庁舎が開設される。
- 2000年（平成12年）4月 - 埼玉県公害センターが旧騎西町に移転し、埼玉県環境科学国際センターとして開所する。
- 2001年（平成13年）5月1日 -浦和市が大宮市、与野市と合併しさいたま市となり、さいたま市の大字となる。
- 2003年（平成15年）4月1日 - さいたま市が政令指定都市へ移行し、さいたま市桜区の大字となる。
- 2005年（平成17年）7月17日 - 地内に「レッズランド」が開業する。
- 2007年（平成19年）4月 - 旧埼玉県立衛生短期大学の構内を改修して埼玉県立特別支援学校さいたま桜高等学園が開校する。
- 2014年（平成26年）4月1日 - 公害センター庁舎内に入居していた埼玉県衛生研究所が比企郡吉見町へ移転する[15]。
- 2015年（平成27年） - 埼玉県浦和大久保合同庁舎を解体する。
- 2016年（平成28年）3月 - 旧公害センター庁舎を解体する。

## 世帯数と人口
2017年（平成29年）9月1日現在の世帯数と人口は以下の通りである。
| 大字     | 世帯数    | 人口    |
| -------- | --------- | ------- |
| 上大久保 | 2,276世帯 | 4,578人 |

## 小・中学校の学区
市立小・中学校に通う場合、学区（校区）は以下の通りとなる。
| 番地    | 小学校                     | 中学校                     |
| ------- | -------------------------- | -------------------------- |
| 904番地 | さいたま市立神田小学校     | さいたま市立上大久保中学校 |
| その他  | さいたま市立大久保東小学校 | さいたま市立上大久保中学校 |

## 交通
地区内に鉄道は敷設されていない。最寄り駅はJR埼京線南与野駅が字丸585番地13の地点からおよそ2.9 kmの場所にある。JR南与野駅、北浦和駅まではバス路線がある。

### 道路
- 国道463号（埼大通り）
- 埼玉県道215号宗岡さいたま線
- 大泉院通り

## 寺社
- 上大久保氷川神社
- 新義真言宗常楽寺

## 施設
- 埼玉県立常盤高等学校
- 埼玉県立特別支援学校さいたま桜高等学園
- さいたま市立上大久保中学校
- 埼玉県浦和大久保合同庁舎
- 西部総合病院
- 上大久保保育園
- 上大久保児童遊園
- 秋ヶ瀬公園（飛地）
  - レッズランド（飛地）
- 千貫樋水郷公園（飛地）